# Шимоново
Шимоново — деревня в Можайском городском округе Московской области России. На 2010 год, по данным Всероссийской переписи 2010 года, постоянного населения не зафиксировано.
Деревня расположена в южной части округа, у границы с Калужской областью, у истоков реки Рути, примерно в 30 км к юго-западу от Можайска, высота центра над уровнем моря 217 м. Ближайшие населённые пункты — Якушкино и Никитск Медынского района Калужской области соответственно, на западе и юге.
С 2005 по 2018 года входила в состав сельского поселения Юрловское, с 1994 по 2005 год — в состав Юрловского сельского округа.
В деревне находится церковь Димитрия Солунского 1801 года постройки в руинированном состоянии.

### Название
Происходит от имени знатного варяга Шимона Африкановича, который получил или приобрел во вверенном ему крае земельные владения.
| 2002 | 2006 | 2010 |
| ---- | ---- | ---- |
| 2    | ↘0   | →0   |